# Dương Văn An (nhà Mạc)
Dương Văn An (chữ Hán: 楊文安) (1514 – 1591), biểu tự là Tĩnh Phủ (靜甫); là quan nhà Mạc trong lịch sử Việt Nam, và là tác giả của quyển sách địa lý-lịch sử nổi tiếng Ô Châu cận lục (烏州近錄).

## Tiểu sử
Ông sinh tại làng Tuy Lộc, xã Lộc Thủy, huyện Lệ Thủy, tỉnh Quảng Bình. Về sau, ông ra ngụ ở xã Phú Diễn, huyện Từ Liêm, tỉnh Hà Đông (nay thuộc Hà Nội) .
Về gia đình và thời trẻ của Dương Văn An, hiện vẫn chưa có tư liệu đầy đủ. Tuy nhiên, theo lời Tựa của sách Ô Châu cận lục do ông soạn, thì ông "sinh ra và lớn lên ở đất này, theo đòi nghiệp học, thấm nhuần giáo hóa, kể đã nhiều năm. Vào khoa năm Đinh Mùi (1547, dưới triều Mạc Phúc Nguyên), thì đỗ Tiến sĩ."'
Sau đó, ông được triều đình nhà Mạc bổ đi làm quan, thăng dần lên các chức: Lại khoa Đô cấp sự trung (tước Sùng Nham bá), Tả thị lang bộ Lại rồi Thượng thư, tước Sùng Nham hầu. Năm Tân Mão (1591), Dương Văn An mất lúc 77 tuổi, được tặng tước Tuấn Quốc công.
Tác phẩm của ông có Ô Châu cận lục. Theo lời Tựa của ông viết đề ở đầu sách này, thì năm Quý Sửu (1553), nhân khi về quê chịu tang, ông được đọc hai tập tài liệu của hai người đồng hương biên chép về hai phủ Tân Bình và Triệu Phong. Bởi ham thích, nên sau đó ông đã khảo cứu thêm, bổ sung và sửa chữa để làm ra sách ấy .